# Henicorhynchus lobatus
Henicorhynchus lobatus là một loài cá nước ngọt trong họ cá chép (Cyprinidae) chúng thuộc nhóm cá linh (Henicorhynchus), là loài bản địa của vùng bán đảo Đông Dương (gồm Thái Lan, Lào, Campuchia và Việt Nam). Chúng là loài phổ biến ở sông Mekong và cũng được ghi nhận là có ở vùng sông Mae Klong và bồn địa sông Chao Phraya với sự sinh sôi đông đúc ở những vùng đất thấp Loài cá này chính là loài chủ chốt của sông Mekong.

## Đặc điểm
Loài cá  Henicorhynchus lobatus  thường xuất hiện ở các ghềnh thác và vùng nước chảy nhịp chậm, cũng như ở các dòng suối nhỏ. Nó là loài cá có số lượng nhiều nhất trong các cuộc di cư theo mùa diễn ra ở dòng chính sông Mekong vùng hạ lưu ở Thác Khone Phapheng. Sự di cư này có khả năng bị đe dọa bởi các dự án phát triển thủy điện tại nơi đây chung là một loài cá thương phẩm cho việc xuất nhập khẩu trong ngành thủy sản thương mại và quy mô nhỏ. Tổng sản lượng đánh bắt ở hạ lưu sông Mê Công ước tính khoảng 5.000 tấn, tương ứng với 4% tổng sản lượng đánh bắt ở hạ lưu sông Mê Công.